# The Night Before (film)
The Night Before är en amerikansk komedifilm som hade världspremiär den 20 november 2015 och Sverigepremiär den 4 december samma år. Filmen är regisserad av Jonathan Levine med bland annat Joseph Gordon-Levitt, Seth Rogen och Anthony Mackie i rollerna.

## Handling
De tre barndomsvännerna Ethan (Joseph Gordon-Levitt), Isaac (Seth Rogen) och Chris (Anthony Mackie) återförenas i New York för sin årliga utekväll på julafton.

## Rollista (urval)
| Joseph Gordon-Levitt | – Ethan |
| Seth Rogen           | – Isaac |
| Anthony Mackie       | – Chris |
| Lizzy Caplan         | – Diana |
| Jillian Bell         | – Betsy |
| Miley Cyrus          |         |
| Kanye West           |         |
| Ilana Glazer         |         |
| Jason Mantzoukas     |         |
| Mindy Kaling         |         |
| Lorraine Toussaint   |         |